# Àcid glucurònic
L'àcid glucurònic (nom derivat del grec: γλυκός "dolç" + οὖρον "orina") és un àcid carboxílic. La seva estructura és similar a la de la glucosa. Però el sisè carboni de l'àcid glucorònic s'oxida a un àcid carboxílic. La seva fórmula química és C₆H10O₇.
Les sals i èsters de l'àcid glucorònic es coneixen com a glucuronats; l'anió C₆H9O₇− és l'ió glucuronat. No s'han de confondre l'àcid glucorònic amb l'àcid glucònic, el segon és un àcid carboxílic linear resultant de l'oxidació d'un carboni diferent de la glucosa. Les glucuronidases són tots aquells enzims que hidrolitzen l'enllaç glucosídic entre l'àcid glucurònic i algun altre compost. S'usen per a determinar els esteroides urinaris i els esteroides conjugats a la sang. En totes les plantes i mamífers excepte els conillets d'índies i els primats, l'àcid glucurònic és un precursor de l'àcid ascòrbic, altrament dit vitamina C.

## Funcions
- L'àcid glucurònic és comú en les cadenes de carbohidrats de proteoglicans. És part de secrecions mucoses d'animals (com la saliva), el glucocàlix i la matriu intercel·lular (com per exemple el hialuronan)
- Glucuronidació de substàncies tòxiques en el cos animal lligat al metabolisme xenobiòtic de substàncies com les drogues, els contaminants, estrògens, etc.[2]

Les substàncies que resulten de la glucuronidació es coneixen com a glucurònids (o glucuronòsids).